# Vilanova de Meià
Vilanova de Meià è un comune spagnolo di 424 abitanti situato nella comunità autonoma della Catalogna, nella provincia di Lleida.